# John C. Taylor (Politiker)
John Clarence Taylor (* 2. März 1890 in Honea Path, Anderson County, South Carolina; † 25. März 1983 in Anderson, South Carolina) war ein US-amerikanischer Politiker. Zwischen 1933 und 1939 vertrat er den Bundesstaat South Carolina im US-Repräsentantenhaus.

## Werdegang
John Taylor besuchte die öffentlichen Schulen seiner Heimat und das Fruitland Institute in Hendersonville (North Carolina). Während des Ersten Weltkrieges absolvierte er eine militärische Offiziersausbildung. Nach einem anschließenden Jurastudium an der University of South Carolina in Columbia wurde er 1919 als Rechtsanwalt zugelassen. In den folgenden Jahren arbeitete er in der Landwirtschaft. Außerdem war er ab 1920 bis 1933 Notar (Register of Deeds) im Anderson County.
Politisch war Taylor Mitglied der Demokratischen Partei. Bei den Kongresswahlen des Jahres 1932 wurde er im dritten Wahlbezirk von South Carolina in das US-Repräsentantenhaus in Washington, D.C. gewählt. Dort trat er am 4. März 1933 die Nachfolge von Frederick H. Dominick an. Nach zwei Wiederwahlen konnte er bis zum 3. Januar 1939 drei Legislaturperioden im Kongress absolvieren. Im Jahr 1933 wurde dort der 21. Verfassungszusatz verabschiedet, durch den der 18. Zusatzartikel aus dem Jahr 1919 wieder aufgehoben wurde. Dabei ging es um das Prohibitionsgesetz. Während seiner Zeit im Repräsentantenhaus wurden dort die meisten der New-Deal-Gesetze der Bundesregierung unter Präsident Franklin D. Roosevelt verabschiedet.
1938 wurde Taylor von seiner Partei nicht für eine weitere Legislaturperiode nominiert. In den Jahren 1951 bis 1954 sowie nochmals von 1959 bis 1962 saß er im Senat von South Carolina. John Taylor verbrachte seinen Lebensabend in Anderson. Dort ist er im März 1983 im Alter von 93 Jahren auch verstorben. Er wurde in seinem Geburtsort Honea Path beigesetzt.